# 平成筑豊鉄道糸田線
糸田線（いとだせん）は、福岡県田川郡福智町の金田駅から同県田川市の田川後藤寺駅に至る平成筑豊鉄道の鉄道路線である。
旧日本国有鉄道（国鉄）の特定地方交通線であった九州旅客鉄道（JR九州）糸田線を承継した路線である。

## 路線データ
- 管轄（事業種別）：平成筑豊鉄道（第一種鉄道事業者）
- 区間（営業キロ）：金田 - 田川後藤寺 6.8km
- 軌間：1,067mm
- 道床：全線バラスト軌道
- 駅数：6駅（起終点駅含む）
- 複線区間：なし（全線単線）
- 電化区間：なし（全線非電化）
- 閉塞方式：特殊自動閉塞式（軌道回路検知式）[2]。
- 最高速度：85km/h[1]
- IC乗車カード対応区間：なし

## 運行形態
毎時1 - 2本程度運行されている。金田 - 田川後藤寺間折り返し列車のほか、伊田線直方方面との直通運転が行われている。ワンマン運転を実施している。ほぼ全ての列車が単行（1両編成）で運転されている。

## 歴史
わずか6.8kmの短距離路線ではあるが、その生い立ちは糸田 - 田川後藤寺間と金田 - 糸田間の2つに分かれる。
いずれも筑豊炭田から産出される石炭輸送のために建設された鉄道であるが、前者は初代豊州鉄道の支線として、貨物線の宮床（現在の糸田） - 豊国間の貨物線とともに1897年に開業したもので、1901年に九州鉄道に合併された後、1907年には鉄道国有法により買収・国有化され、官設鉄道の宮床線（みやとこせん）となったものである。
後者は、金宮鉄道（きんぐうてつどう）により1927年に開業した区間で、同年6月には九州産業鉄道（きゅうしゅうさんぎょうてつどう。産業セメント鉄道に改称）に譲渡された。産業セメント鉄道は、1943年に戦時買収され、宮床線に編入の上、後藤寺 - 金田間が糸田線に改称された。
筑豊炭田の衰退ともに、客貨ともに輸送量が減少し、国鉄再建法の施行とともに第3次特定地方交通線に指定され、1987年に九州旅客鉄道（JR九州）に承継された後、1989年に伊田線・田川線とともに平成筑豊鉄道に転換された。
ほぼ全線が伊田線と並行しているが、石炭産業が斜陽化するまでは貨物輸送で重要な路線だったため、札沼線（北海道）のように不要不急線に指定されることはなかった。

### 豊州鉄道→宮床線
- 1897年（明治30年）10月20日 豊州鉄道が後藤寺 - 宮床 - 豊国間を新規開業、うち宮床 - 豊国は貨物線。（貨）大藪・宮床・（貨）豊国の各駅を新設。
- 1901年（明治34年）9月3日 豊州鉄道が九州鉄道に合併。
- 1907年（明治40年）7月1日 鉄道国有法により九州鉄道を買収し官設鉄道とする。
- 1909年（明治42年）10月12日 国有鉄道線路名称制定により、後藤寺 - 宮床間および貨物支線の宮床 - 豊国間を宮床線とする。

### 金宮鉄道→産業セメント鉄道
- 1929年（昭和4年）
  - 2月1日 金宮鉄道が糸田 - 金田間を新規開業、糸田駅を新設。
  - 6月1日 金宮鉄道を九州産業鉄道に譲渡。
- 1933年（昭和8年）10月6日 九州産業鉄道を産業セメント鉄道に改称。
- 1942年（昭和17年）10月1日 豊前大熊停留場を新設。

### 糸田線
- 1943年（昭和18年）7月1日 産業セメント鉄道買収により糸田 - 金田間を編入、金田 - 糸田 - 後藤寺間および貨物支線の糸田 - 豊国間を糸田線と改称。産業セメント鉄道糸田駅を廃止して宮床駅に併合し糸田駅と改称、豊前大熊停留場を駅に変更。
- 1945年（昭和20年）6月10日 糸田 - 豊国間の貨物支線を廃止し糸田駅構内に併合、（貨）豊国駅を廃止。
- 1954年（昭和29年）4月1日 （貨）大藪駅を廃止。
- 1974年（昭和49年）12月 蒸気機関車の運転を廃止[4]。
- 1982年（昭和57年）11月3日 後藤寺駅を田川後藤寺駅に改称。
- 1987年（昭和62年）
  - 2月3日 第3次特定地方交通線として廃止承認。
  - 4月1日 全線の貨物営業を廃止。国鉄分割民営化により九州旅客鉄道に承継。
- 1989年（平成元年）10月1日 九州旅客鉄道から平成筑豊鉄道に転換[3]。
- 1990年（平成2年）10月1日 大藪駅を新設[5]。
- 1994年（平成6年）3月 タブレット閉塞を廃止し特殊自動閉塞化。
- 1997年（平成9年）3月22日 松山駅を新設。
- 2019年（令和元年）10月1日 - 伊田線・糸田線・田川線で駅ナンバリング導入[6]。

## 運賃計算
糸田線の松山駅・糸田駅・大藪駅の各駅と田川線の各駅との間には、田川後藤寺・田川伊田経由で乗車する場合の運賃が定められている。ただし、田川後藤寺 - 田川伊田間のJR日田彦山線については、別途運賃を支払う必要がある。

## 駅一覧
- 全駅福岡県内に所在。
- 全線単線かつ途中に列車交換施設を持たない（全線1閉塞）。
- *印は転換時（後）に設置された新駅。

| 駅番号 | 駅名         | 営業キロ | 営業キロ | 接続路線                                             | 所在地 | 所在地 |
| 駅番号 | 駅名         | 駅間     | 累計     | 接続路線                                             | 所在地 | 所在地 |
| ------ | ------------ | -------- | -------- | ---------------------------------------------------- | ------ | ------ |
| HC10   | 金田駅       | -        | 0.0      | 平成筑豊鉄道：伊田線                                 | 田川郡 | 福智町 |
| HC51   | 豊前大熊駅   | 1.5      | 1.5      |                                                      | 田川郡 | 糸田町 |
| HC52   | 松山駅*      | 0.6      | 2.1      |                                                      | 田川郡 | 糸田町 |
| HC53   | 糸田駅       | 1.3      | 3.4      |                                                      | 田川郡 | 糸田町 |
| HC54   | 大藪駅*      | 1.5      | 4.9      |                                                      | 田川市 | 田川市 |
| HC55   | 田川後藤寺駅 | 1.9      | 6.8      | 九州旅客鉄道： 日田彦山線（JI14）・ 後藤寺線（JJ06） | 田川市 | 田川市 |

### 廃止区間
（貨）は貨物駅を表す。
- 糸田駅 - （貨）豊国駅